# Duandian (köping i Kina, Shandong)
Duandian (kinesiska: 段店镇, 段店) är en köping i Kina. Den ligger i provinsen Shandong, i den östra delen av landet, omkring 10 kilometer väster om provinshuvudstaden Jinan. Antalet invånare är 84 135. Befolkningen består av 37 296 kvinnor och 46 839 män. Barn under 15 år utgör 13,0 %, vuxna 15-64 år 80 %, och äldre över 65 år 5,0 %.
Genomsnittlig årsnederbörd är 818 millimeter. Den regnigaste månaden är juli, med i genomsnitt 297 mm nederbörd, och den torraste är januari, med 5 mm nederbörd.